# 库恰努尔
库恰努尔（Kuchanur），是印度泰米尔纳德邦Theni县的一个城镇。总人口6118（2001年）。

## 人口
该地2001年总人口6118人，其中男性3009人，女性3109人；0—6岁人口700人，其中男343人，女357人；识字率58.99%，其中男性为69.46%，女性为48.86%。